# Jacques Brodin
Jacques Michel Claude Brodin (ur. 22 grudnia 1946 w Les Andelys, zm. 1 października 2015 w Rouen) – francuski szpadzista, brązowy medalista olimpijski i trzykrotny medalista mistrzostw świata.
Na igrzyskach olimpijskich w Tokio w 1964 roku Francuzi w składzie: Claude Brodin, Yves Dreyfus, Claude Bourquard, Jacques Guittet i Jacques Brodin zdobyli brązowy medal w zawodach drużynowych. W turnieju indywidualnym nie startował. Brał też udział w igrzyskach olimpijskich w Monachium w 1972 roku, zajmując czwarte miejsce drużynowo i szóste indywidualnie.
Podczas mistrzostw świata w Paryżu w 1965 roku Yves Boissier, Jacques Brodin, Claude Bourquard, Yves Dreyfus i Jacques Guittet zdobyli drużynowo złoty medal. W tej samej konkurencji zdobył następnie złoty medal na mistrzostwach świata w Moskwie (1966) oraz srebrny na mistrzostwach świata w Montrealu (1967).
Szermierzem i medalistą olimpijskim był również jego brat Claude.